# Kopalnia torfu Karaska

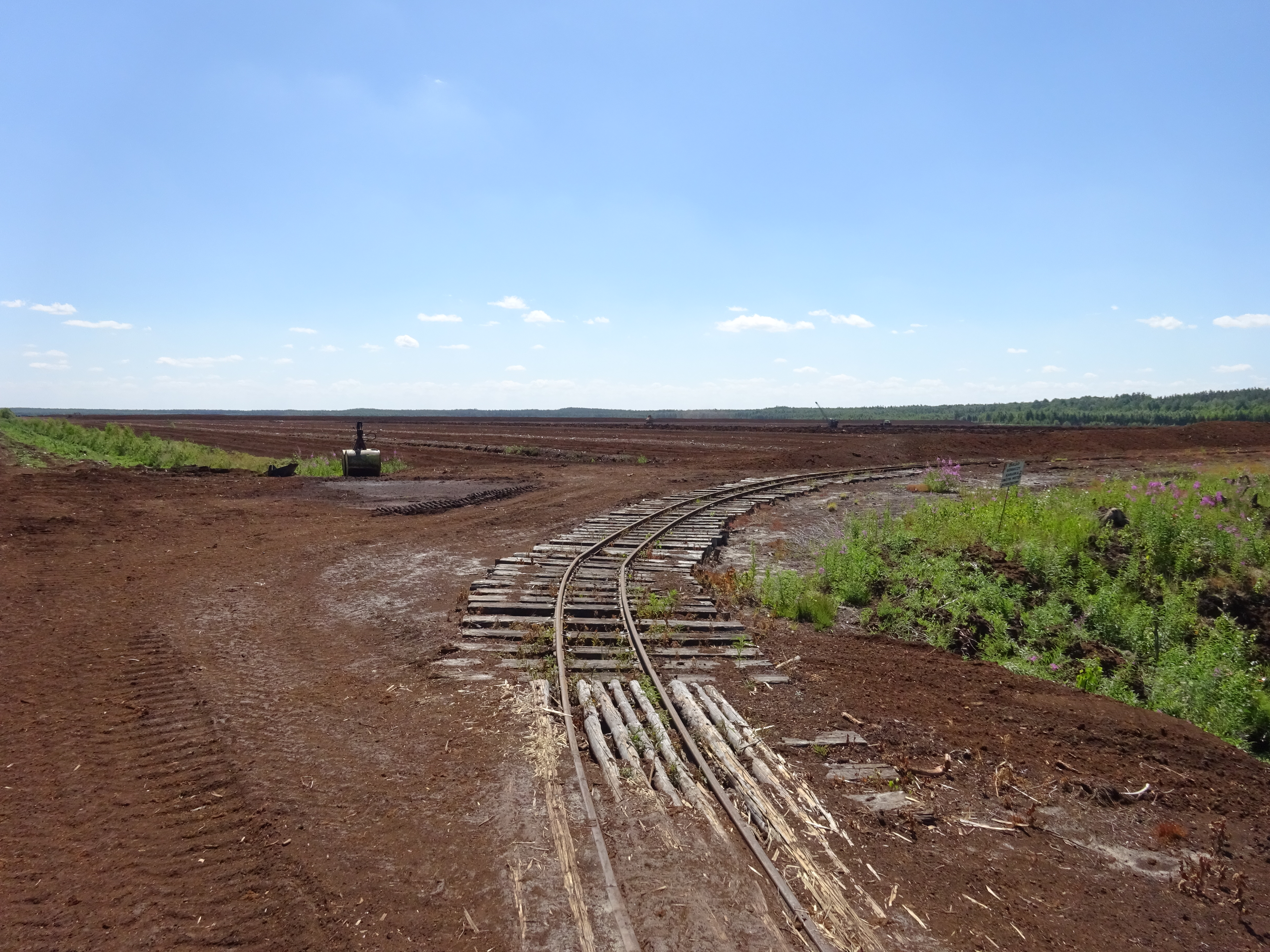
Kopalnia torfu Karaska

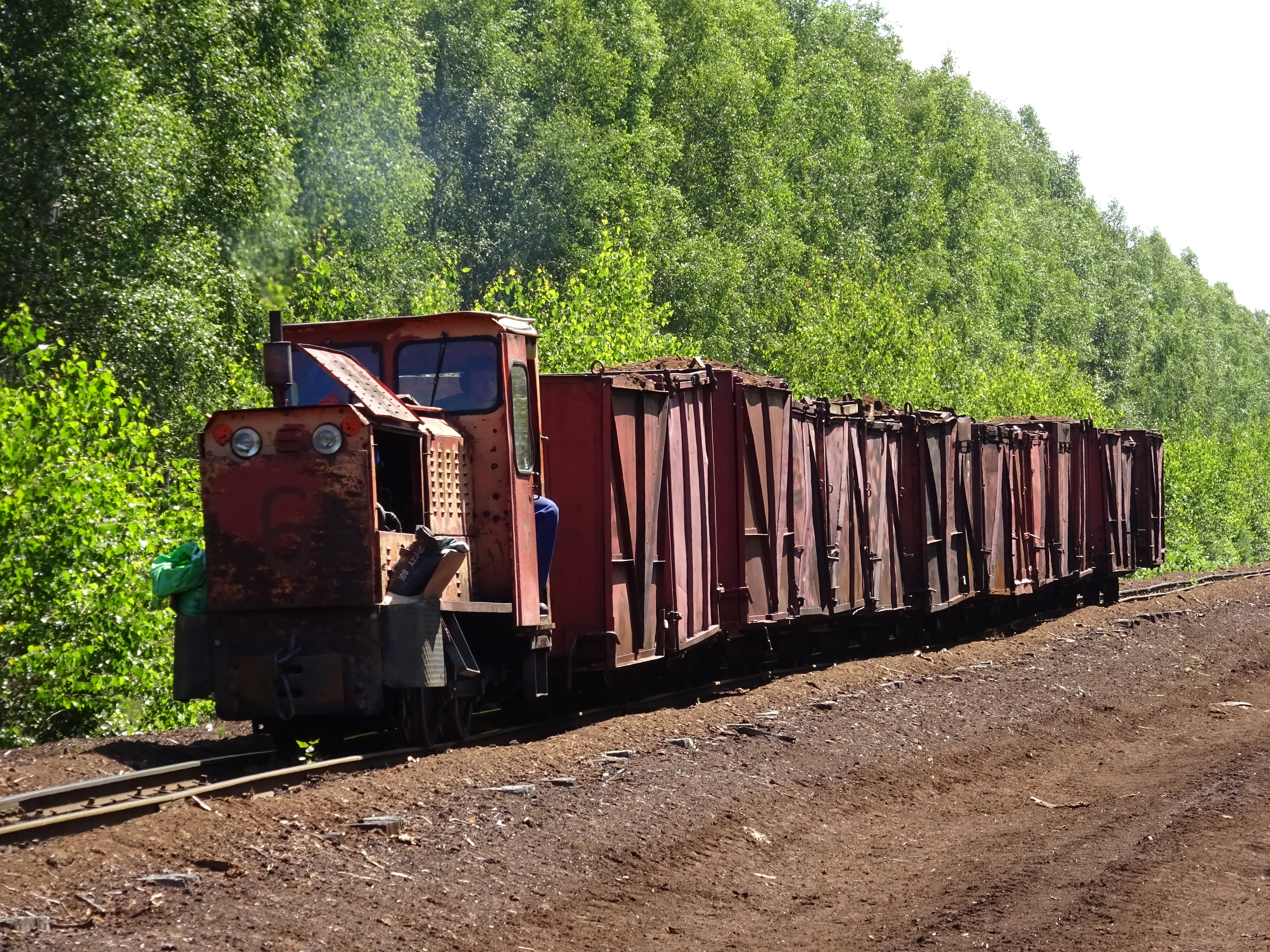
Kolejka wąskotorowa wioząca wydobyty urobek

Kopalnia torfu Karaska - obecnie Zakład Torfowy "Karaska" – odkrywkowa kopalnia torfu wysokiego działająca od połowy lat 50. XX w. znajdująca się na terenie Torfowiska Karaska w gminie Kadzidło, powiecie ostrołęckim, województwie mazowieckim. Od północno-wschodniej strony graniczy z nią Rezerwat przyrody Torfowisko Karaska. 
Kopalnia zajmuje powierzchnię ponad 300 ha Jest największą kopalnią torfu w Polsce. 
Torf jest wydobywany metodą frezowania.
Zasoby tofu kopalni Karaska:
Karaska I - 1 661 600 m³
Karaska II - 5 001 010 m³
Wydobycie w 2012 r. wyniosło 158 000 m³
Kopalnia posiada wąskotorową linię kolejową służącą do przewozu torfu z terenu urobiska do zakładu przetwórczego. Wagony z urobkiem ciągnięte są przez lokomotywę spalinową typu LS-600.

## Galeria

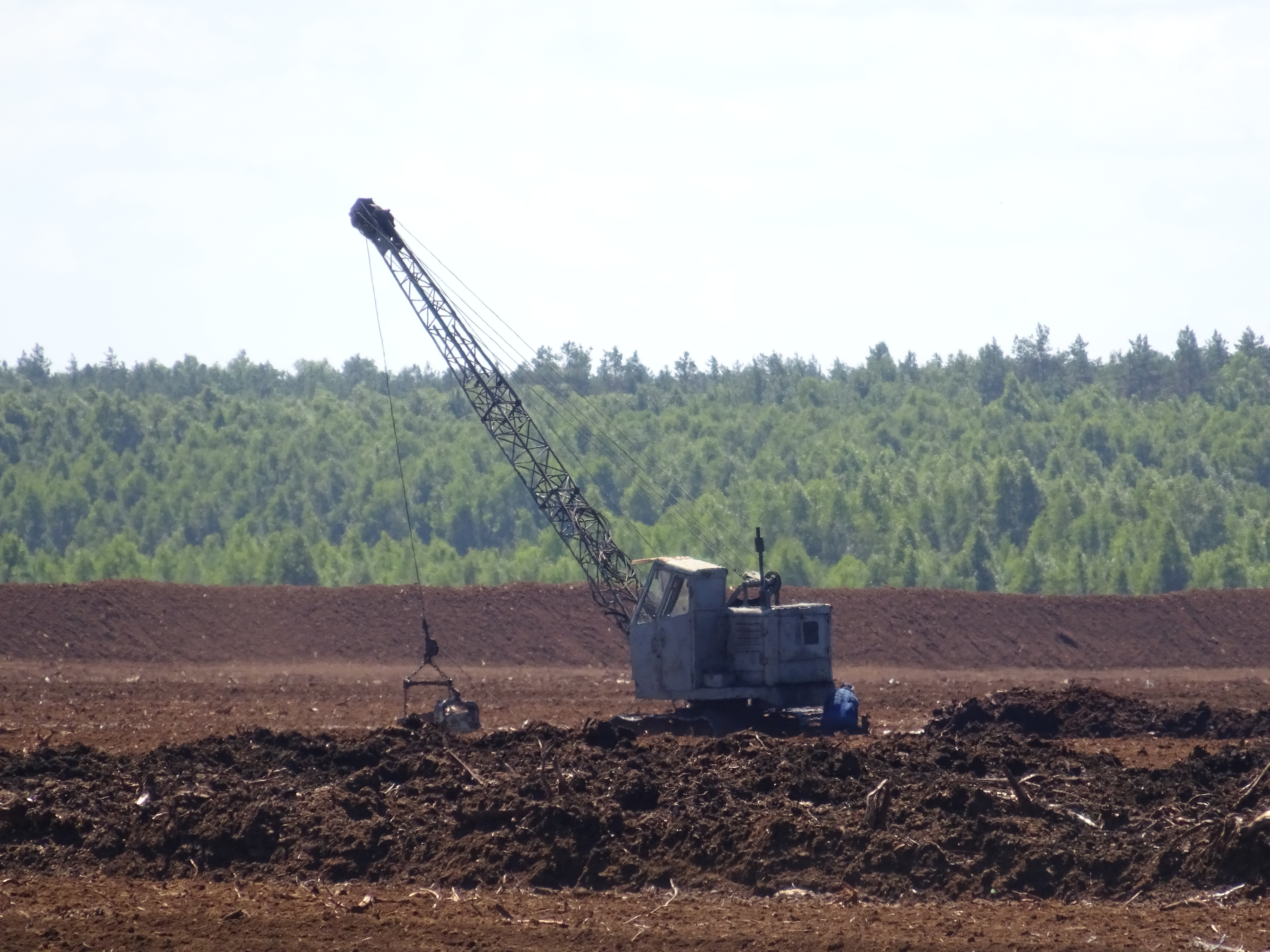
Maszyna pracująca przy wydobyciu torfu w kopalni Karaska
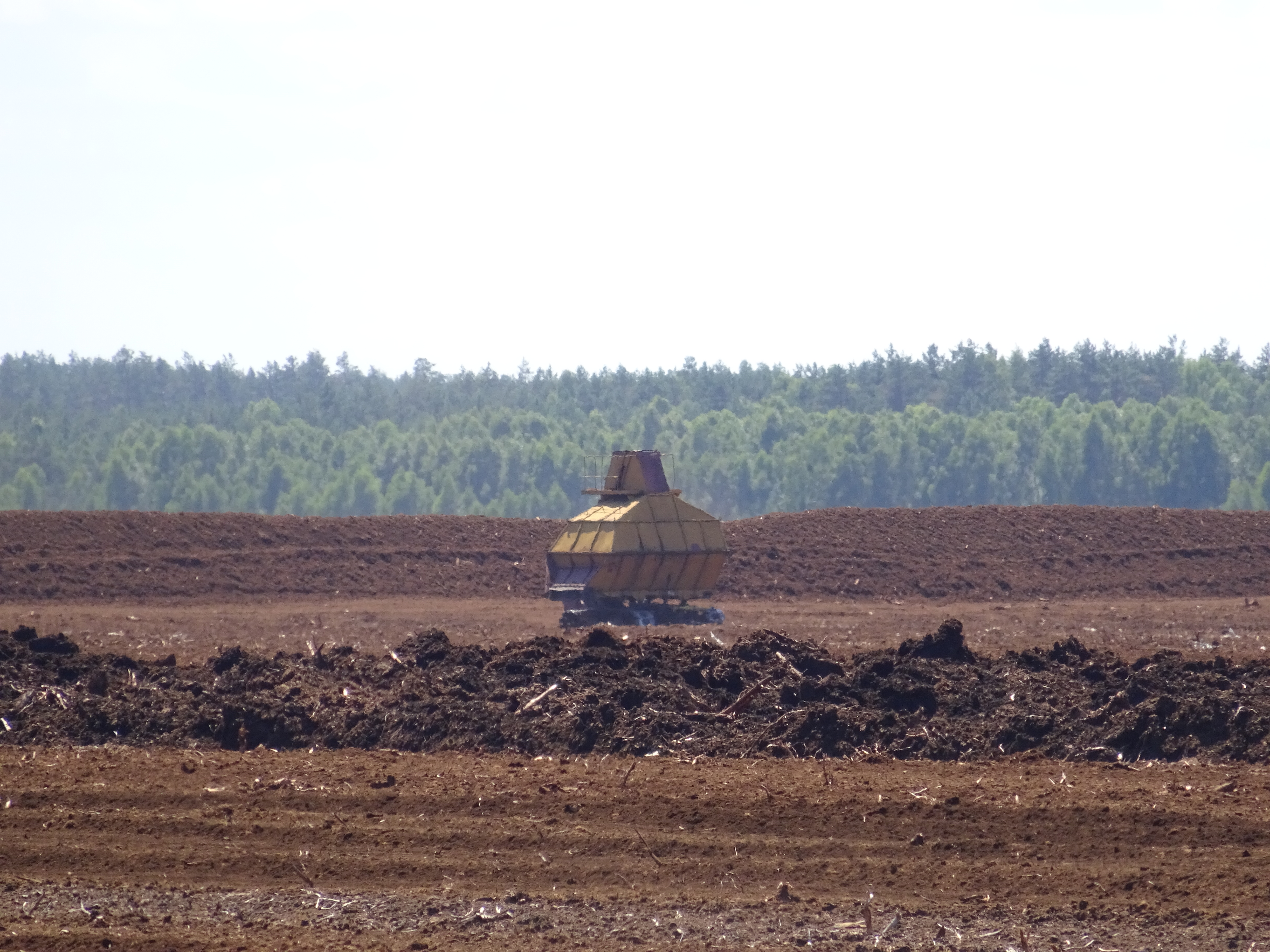
Maszyna pracująca przy wydobyciu torfu w kopalni Karaska
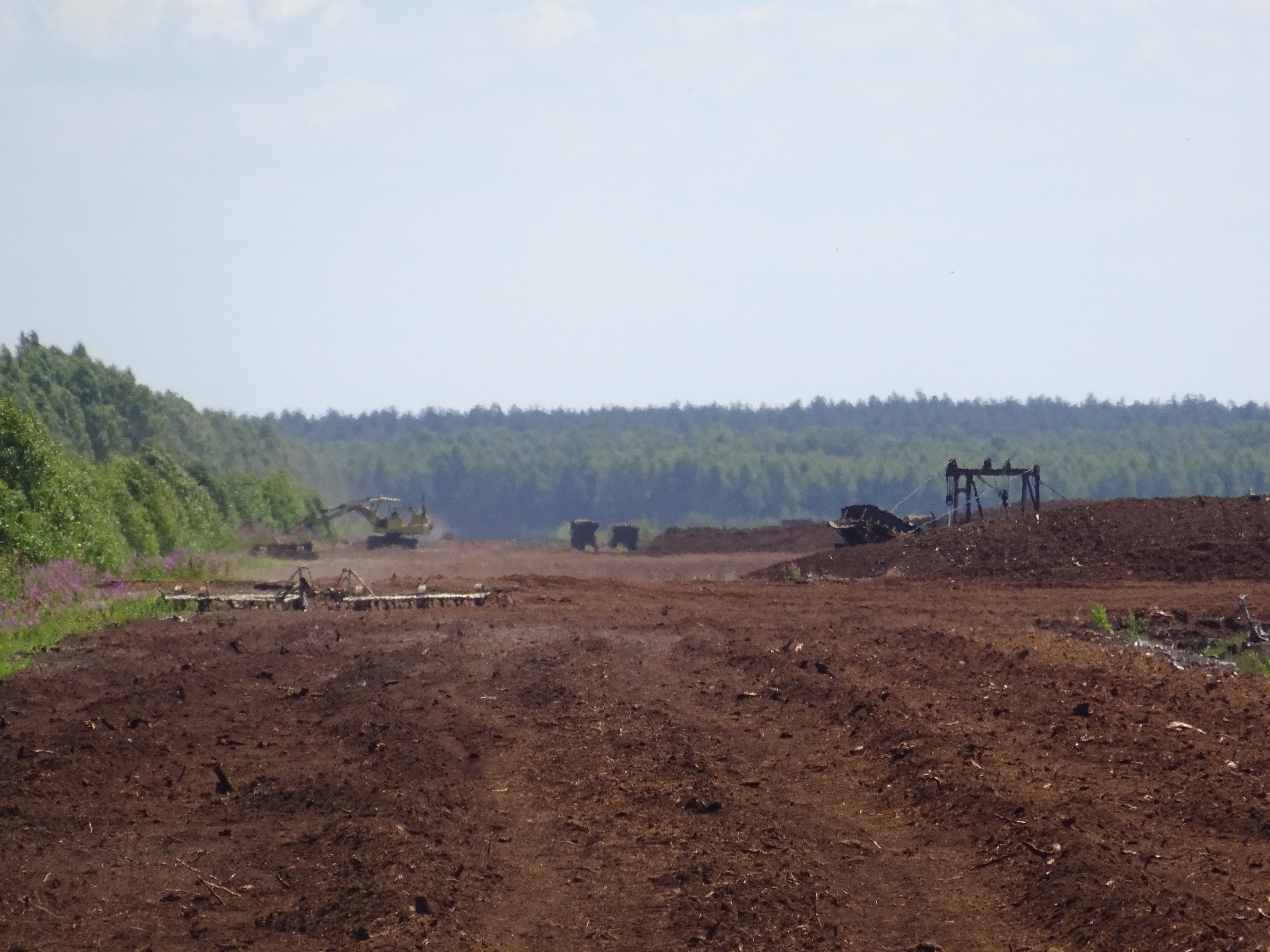
Maszyny pracujące przy wydobyciu torfu w kopalni Karaska
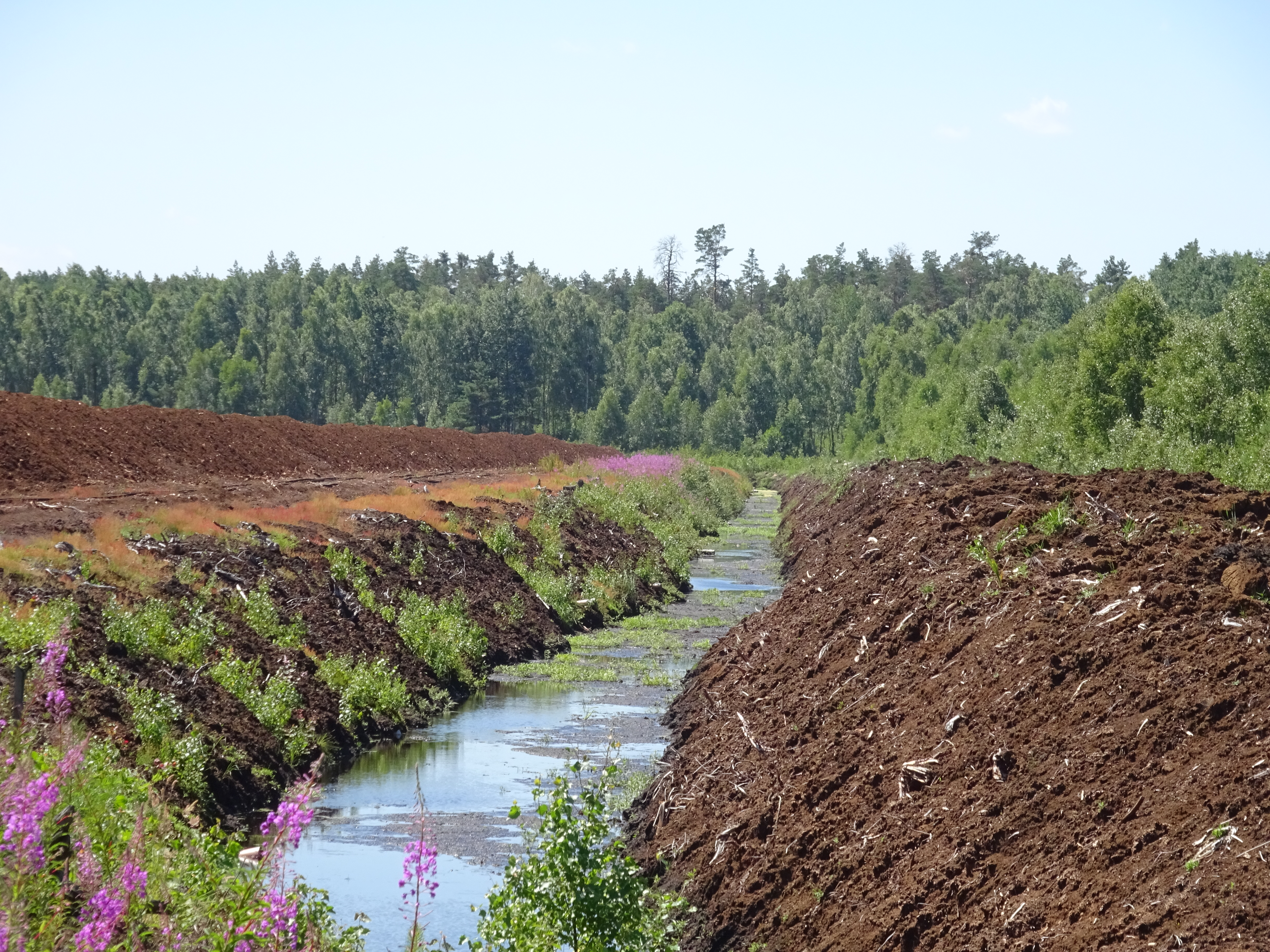
Jeden z wielu rowów odwadniających teren kopalni Karaska